# 1643 Brown
1643 Brown eller 1951 RQ är en asteroid i huvudbältet, som upptäcktes 4 september 1951 av den tyske astronomen Karl Wilhelm Reinmuth i Heidelberg. Den har fått sitt namn efter den brittiske astronomen och matematikern Ernest William Brown.
Asteroiden har en diameter på ungefär 9 kilometer.